# Michael Sipser

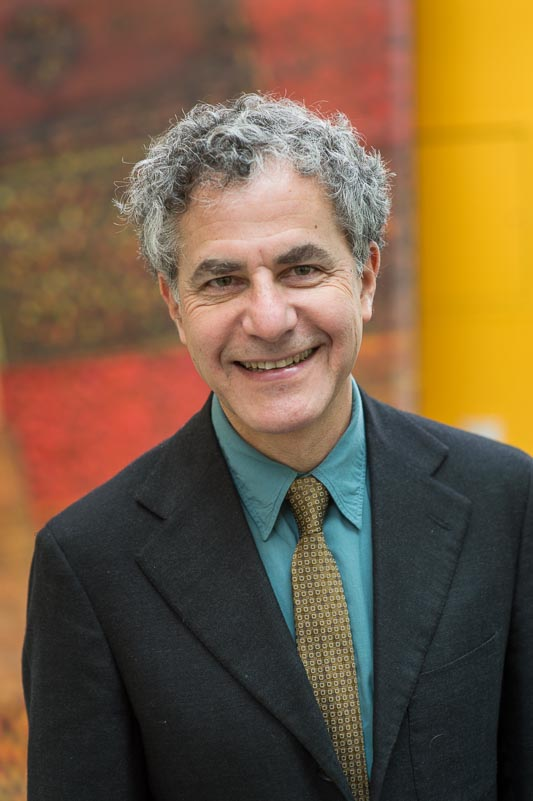
Michael Sipser, 2013

Michael Fredric Sipser (* 17. September 1954) ist ein US-amerikanischer Informatiker.
Sipser studierte Mathematik an der Cornell University (Bachelor 1974) und wurde 1980 an der University of California, Berkeley bei Manuel Blum in Informatik promoviert (Nondeterminism and the Size of Two-Way Finite Automata). Er ist Professor für Angewandte Mathematik am Massachusetts Institute of Technology, wo er seit 1980 ist und 1998 bis 2000 Vorstand der Fakultät für Angewandte Mathematik war und seit 2004 Vorstand der Fakultät für Mathematik ist. 1980 war er in der Forschung bei IBM, 1985/96 war er Gastwissenschaftler in Berkeley und 1988 an der Hebräischen Universität (als Lady Davis Fellow).
Sipser beschäftigt sich mit Komplexitätstheorie, worüber er ein Standardwerk schrieb, mit Interaktiven Beweissystemen, Algorithmen, Quanteninformatik und effizienten fehlerkorrigierenden Codes. 1978 bewies er mit David Lichtenstein, dass das Spiel Go in die Komplexitäts-Klasse PSPACE fällt. Er beschäftigt sich mit dem P-NP-Problem.
Er ist seit 2009 Mitglied der American Academy of Arts and Sciences. Er ist Fellow der American Mathematical Society.
Zu seinen Doktoranden zählt Lance Fortnow.

## Schriften
- Sipser Introduction to the theory of computation, PWS Publishing, Boston 1996, 2. Auflage Thomson Course Technology, Boston 2006, ISBN 0-534-94728-X